# Gumulan (Kesamben)
Gumulan is een bestuurslaag in het regentschap Jombang van de provincie Oost-Java, Indonesië. Gumulan telt 2216 inwoners (volkstelling 2010).